# サザエ (クラブ)
danceteria SAZA*E（ダンステリア サザエ）は、2004年7月から2007年12月まで、大阪市梅田に存在したクラブ（ディスコ）である。

## 概要
阪急梅田駅徒歩15分のロフトに隣接するビル内にて営業。1F - 5Fの5フロアから成り、梅田に存在するクラブの中では床面積は最大であった。金曜日はオールミックス系イベントを定期開催し、OL・サラリーマン・学生・フリーター・外国人など幅広い客層から人気を博す一方、土曜日はカリスマDJを招待した。
- 営業時間　20時 - 深夜[3]、年中無休

- 入場資格　エントランスにて写真付身分証の提示が必要。

- 入場料　金曜：2500／1D、土曜：3000／1D（3000円でドリンクチケット1枚付。無論イベントによる）

## 設備構成
建物内部は、入口からレセプションブースまでの通路が渦巻状にカーブしていたり、螺旋階段や螺旋状にデザインされたシャンデリアなど、全フロア共通でサザエの貝殻内部・渦巻きをイメージさせる造りになっている。
1Fエントランス。フライヤーの置いてあるミニロビーとロッカールームが存在する。
2F当クラブのメインフロアで、お立ち台はDJブース両脇に各1台と、後方に大型のものが1台の計3台ある。バーカウンターは2箇所、他にレディースシートや予約席がある。
3Fメインフロアを前方から一望できるVIPルームがある。
4Fチルアウトスペースで、バーカウンター1箇所とレディースシートがある。フロア中央は吹き抜けになっており、お酒と音楽を楽しみながら2Fメインフロアの様子を俯瞰することができる。
5Fラウンジ『flamingo』。大型ソファーやレストランスペースのほか、プールも存在する。

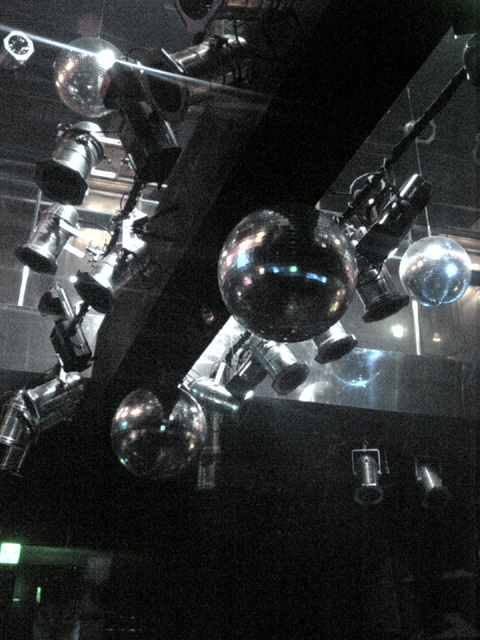
天井のミラーボールは計12個
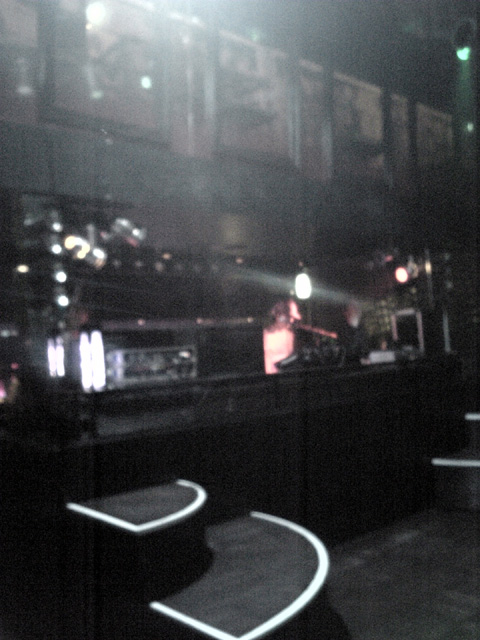
DJブース手前のお立ち台

## 特徴・エピソード
トラパラPJが行われる金曜日を中心に、トラパラをする女性も多かった。背景には、店舗側が振付けなど特定の踊り方を禁止しなかったことがある。大阪でトランスのかかるクラブ自体、東京や名古屋と比べて少なめであるが、心斎橋のclub Jouleなどは振り付けをつけて踊ることが禁止されている。
ハイハイコール初対面の知らない者同士でも簡単に盛り上がれることから、トラパラと共にハイハイコールも盛んであった。
ナンパ大阪有数のナンパが盛んなクラブであった。

## 参考
- danceteria SAZA*E オフィシャルサイト - ウェイバックマシン（2008年4月19日アーカイブ分）
- ナイトスケープ各号
- クラブイベント通信各号